# ボヘミア・ラグビー・ウォリアーズ
ボヘミア・ラグビー・ウォリアーズ（Bohemia Rugby Warriors）は、チェコ・プラハに本拠地を置くラグビーユニオンクラブである。ラグビー・ヨーロッパ・スーパーカップに所属。

## 歴史
2023年創設。ルーマニアン・ウルブズとの試合がラグビー・ヨーロッパ・スーパーカップ初試合となった。